# Amblyospiza albifrons
El tejedor picogordo (Amblyospiza albifrons) es una especie de ave paseriforme de la familia Ploceidae. Está ampliamente distribuido por África subsahariana.

## Subespecies
Se reconocen las siguientes subespecies:
- Amblyospiza albifrons capitalba
- Amblyospiza albifrons saturata
- Amblyospiza albifrons melanota
- Amblyospiza albifrons unicolor
- Amblyospiza albifrons montana
- Amblyospiza albifrons tandae
- Amblyospiza albifrons kasaica
- Amblyospiza albifrons maxima
- Amblyospiza albifrons albifrons
- Amblyospiza albifrons woltersi